# Spilosmylus darjeelingensis
Spilosmylus darjeelingensis är en insektsart som beskrevs av Soumyendra Nath Ghosh 2000. Spilosmylus darjeelingensis ingår i släktet Spilosmylus och familjen vattenrovsländor. Inga underarter finns listade i Catalogue of Life.